# Чёртовы куклы
«Чёртовы куклы» — последний роман Николая Лескова, написанный в 1889—1891 годах. Первая часть была напечатана в журнале «Русская мысль», однако остальную часть романа автор не смог опубликовать по цензурным причинам. Роман долгое время считался неоконченным, пока в архиве Лескова не были найдены рукописи. Полностью роман был опубликован только в 2015 году.
Представляет собой сатирический роман-притчу. Прототипами двух главных героев произведения являются император Николай I и художник Карл Брюллов.

## История создания
В письме редактору-издателю журнала «Русская мысль» В. М. Лаврову 14 июня 1889 года Лесков так описал новое произведение: «В производстве у меня на столе есть роман не роман, хроника не хроника, а пожалуй, более всего роман листов в пятнадцать — семнадцать. Сюжет его взят из бумаг и преданий о 30-х годах и касается высоких нашего края, — по преимуществу или даже исключительно со стороны любовных проделок и любовного бессердечия. „Натурель“ он был бы невозможен и потому написан в виде событий, происходивших неизвестно когда и неизвестно где, — в виде „найденной рукописи“. Имена всё нерусские и нарочно деланные, вроде кличек. Приём как у Гофмана. В общем, это интересная история для чтения, а в частности, люди сведущие поймут, что это не история. Главный её элемент — серальный разврат и нравы серальных вельмож. „Борьба не с плотью и кровью“, а просто разврат воли при пустоте сердца и внешнем лицемерии. Я называю этот роман по характеру бесхарактерных лиц, в нём действующих, „Чёртовы куклы“».
Публикация первой части романа состоялась в «Русской мысли», 1890, № 1. Продолжение не вышло из-за того, что журнал выходил без предварительной цензуры, и редакторы вынуждены были самостоятельно проверять публикации, чтобы журнал не закрыли. Редакция посчитала, что роман цензуру может не пройти, потому опубликовала лишь первую часть. Лесков предложил публиковать продолжение «вразнобивку»: сперва третью часть, которая «удобна и интересна», затем вторую, «неудобную», однако и этого не произошло. После этого напечатанная в журнале часть переиздавалась в составе собраний сочинений с подзаголовком «Главы из неоконченного романа». Уже после смерти Лескова появилась возможность напечатать роман полностью, однако рукописи требовали тщательного анализа. Поэтому издатели продолжили издавать только уже известную часть романа, хотя попытка проанализировать рукописи была, о чём говорят пометки на рукописи Лескова. В СССР роман продолжил считаться неоконченным.
Только в 1970-е годы было обнаружено рукописное окончание романа. Оно было опубликовано ИМЛИ РАН в 1997 году в томе 101 «Неизданный Лесков. Книга 1» в серии «Литературное наследство». Полностью роман с комментариями и черновыми вариантами был опубликован только в 2015 году издательством «Наука» в серии «Литературные памятники». Вторая часть дошла только в черновом виде.

## Сюжет
Главный герой произведения — знаменитый художник Фебуфис. После скандала с Церковью он покидает родную страну. Некий Герцог приглашает его переехать в его Герцогство, где он сможет стать его придворным художником. Хотя друг Фебуфиса Мак не одобряет идею, Фебуфис соглашается и переезжает. Он сталкивается с деспотизмом в Герцогстве.

## Критика
А. В. Амфитеатров: «В последние годы царствования Александра I и при Николае I окрепающий абсолютизм, распространяя цепкую паутину на все отрасли русской жизни, не позабыл об искусстве и поработил его тем усиленным, казённым меценатством, которое покойный Лесков так хорошо начал было изображать в своем романе „Чёртовы куклы“, оставшемся недоконченным по цензурным причинам… Лесков всё в тех же „Чёртовых куклах“ остроумно и тонко передаёт, как Николай думал брюлловским „Последним днём Помпеи“ послать победоносный вызов просвещённого абсолютизма революционной романтике, воплощенной в „Битве гуннов“ Каульбаха».